# Pasporta Servo

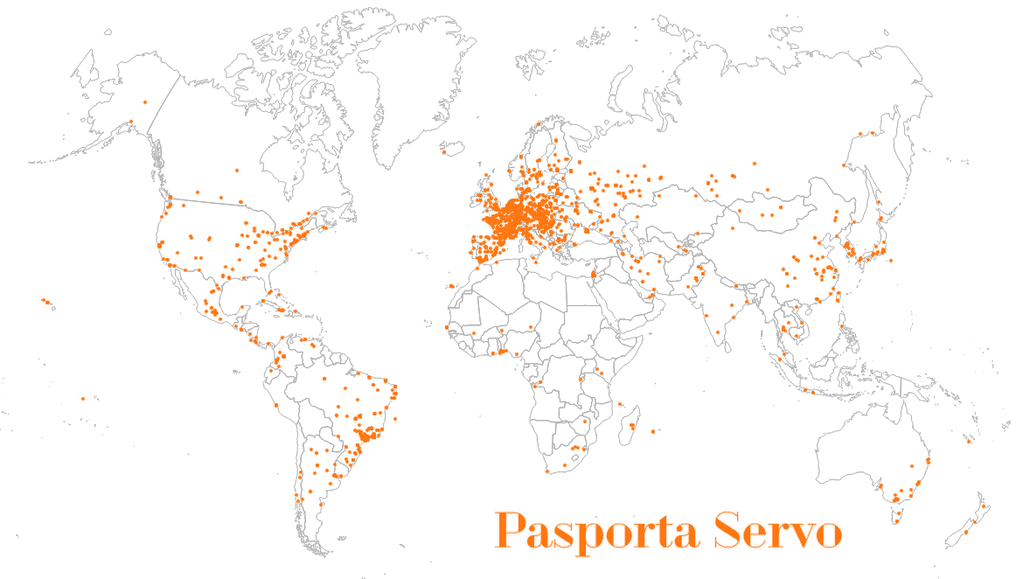
Carte des hébergements de Pasporta Servo en 2015

Le Pasporta Servo [pasˈpɔrta ˈsɛrvɔ] (« service-passeport » en français) est un service d’hébergement gratuit à disposition des espérantophones. Créé en 1974, le système propose à ses membres de loger ou de recevoir d'autres membres (généralement pour un ou deux jours).

## Principes
Le seul véritable prérequis est que l'invité parle l'espéranto. Chaque espérantophone peut s'inscrire auprès de l'organisation mondiale des jeunes espérantophones (TEJO), contre la somme de 15 € par an (2005), pour recevoir une liste d'adresses qui indique des hôtes et leurs conditions d'accueil, par exemple le nombre de personnes qu'ils peuvent héberger et la durée. Certains hôtes proposent aussi le petit-déjeuner et le souper. Un accueil réciproque de l'hôte n'est pas exigé. Leur motivation est d'avoir l'occasion de pratiquer l'espéranto tout en rencontrant des gens de tous horizons.
De 39 adresses à sa création, la liste contient en 2005 1350 adresses réparties dans 727 villes situées dans 85 pays différents. Les conditions d'hébergement sont fixées par l'hôte et sont indiquées dans la liste d'adresses (par exemple : Non-fumeur ou Prévenir raisonnablement longtemps à l'avance). Le pays le plus représenté est la France avec 119 hôtes répartis dans 74 villes.
Rachel Prual et David Cholet sont un exemple d'utilisateurs du service. Ils ont entamé le 15 juillet 2000 un tour du monde, traversant 5 continents et 36 pays. Dans leur bagage, le Pasporta Servo leur permet de passer 185 nuits chez des espérantophones locaux. Ils rentrent le 15 juin 2002 (après 700 jours), heureux de cette aventure, constatant que l'emploi de l'espéranto leur a permis de communiquer facilement avec leurs hôtes. Ils ont pu dépasser les conversations « utilitaires » pour tenter de mieux comprendre les cultures qu'ils découvraient au gré de leur voyage.
Depuis le printemps 2009, TEJO a lancé le Pasporta Servo 2.0, une version en ligne du service. PS 2.0 existe conjointement avec une version papier, mais permet une mise à jour plus rapide des informations.